# 細川護成

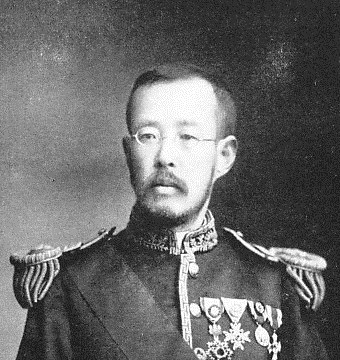
細川護成

細川 護成（ほそかわ もりしげ、1868年9月18日（慶応4年8月3日）- 1914年（大正3年）8月26日）は、明治から大正初期の華族（侯爵）。熊本藩最後の藩主細川護久の長男（庶子）。貴族院議員。東亜同文会副会長。中国人留学生を支援するなど日華親善に尽力した。

## 略歴
1885年（明治18年）イギリス・フランスに留学する。1893年（明治26年）9月20日、父護久の死去により家督を相続し、侯爵を襲爵して貴族院侯爵議員に就任した。叔父長岡護美子爵の影響を受けて東亜問題に関心を持ち、東亜同文書院の東京校の2代目院長となり、同校関連の旧制目白中学校校長にも就任。東亜同文会副会長として中国各地を巡遊した。1911年（明治44年）には、済生会評議員も務めた。

## 家族
父は細川護久。養子は末弟の細川護立。異母弟に長岡護全、細川護晃がいる（護立も異母弟）。妻は戸田氏共の長女孝子（こうこ）。娘に英子（夫の子爵・長岡護孝は長岡護美の子で、従弟にあたる）がいる。

## 栄典
- 1897年（明治30年）
  - 6月30日 - 勲四等瑞宝章[6]
  - 12月20日 - 正四位[7]
- 1902年（明治35年）12月20日 - 従三位[8]
- 1906年（明治39年）4月1日 - 旭日小綬章[9]